# Палмейра-ду-Пиауи

Палмейра-ду-Пиауи на карте штата.

Палмейра-ду-Пиауи (порт. Palmeira do Piauí) — муниципалитет в Бразилии, входит в штат Пиауи. Составная часть мезорегиона Юго-запад штата Пиауи. Входит в экономико-статистический микрорегион Алту-Медиу-Гургея. Население составляет 4993 человек на 2010 год. Занимает площадь 2023,513 км². Плотность населения — 2,47 чел./км².

## Демография
Согласно сведениям, собранным в ходе переписи 2010 г. Национальным институтом географии и статистики (IBGE), население муниципалитета составляет:
| Полное население                               | Полное население                               | Полное население                               | Полное население                               | 4993  |
| ---------------------------------------------- | ---------------------------------------------- | ---------------------------------------------- | ---------------------------------------------- | ----- |
| в том числе:                                   | Городское население                            | 1764                                           | Процент городского населения, %                | 35,33 |
|                                                | Сельское население                             | 3229                                           | Процент сельского населения, %                 | 64,67 |
|                                                | Мужское население                              | 2571                                           | Процент мужского населения, %                  | 51,49 |
|                                                | Женское население                              | 2422                                           | Процент женского населения, %                  | 48,51 |
| Плотность населения, чел/км²                   | Плотность населения, чел/км²                   | Плотность населения, чел/км²                   | Плотность населения, чел/км²                   | 2,47  |
| Население муниципалитета в % к населению штата | Население муниципалитета в % к населению штата | Население муниципалитета в % к населению штата | Население муниципалитета в % к населению штата | 0,16  |

По данным оценки 2016 года, население муниципалитета составляет 4980 жителей.

## История
Город основан 9 июля 1962 года.

## Статистика
- Валовой внутренний продукт на 2003 год составляет 11 352 765 реалов (данные: Бразильский институт географии и статистики).
- Валовой внутренний продукт на душу населения на 2003 год составляет 2063,76 реалов (данные: Бразильский институт географии и статистики).
- Индекс развития человеческого потенциала на 2000 год составляет 0,616 (данные: Программа развития ООН).